# Nachal Ašlil
Nachal Ašlil (hebrejsky: נחל אשליל) je krátké vádí v Dolní Galileji, v severním Izraeli.
Začíná v nadmořské výšce okolo 150 metrů západně od vesnice Ja'ad. Směřuje potom mírně se zahlubujícím, zalesněným údolím k západu. Na severovýchodním okraji města Kabul, na okraji pobřežní nížiny, ústí zprava do vádí Nachal Segev.